# Peucobius piceus
Peucobius piceus är en stekelart som beskrevs av Henry Keith Townes, Jr. 1971. Peucobius piceus ingår i släktet Peucobius och familjen brokparasitsteklar. Inga underarter finns listade i Catalogue of Life.